# زرقاوه (آق‌سو)
زرقاوه (به لاتین: Zərqava یا Zarqava) یک منطقه مسکونی در جمهوری آذربایجان است که در شهرستان آق‌سو واقع شده است.